# ماجادا الكبرى

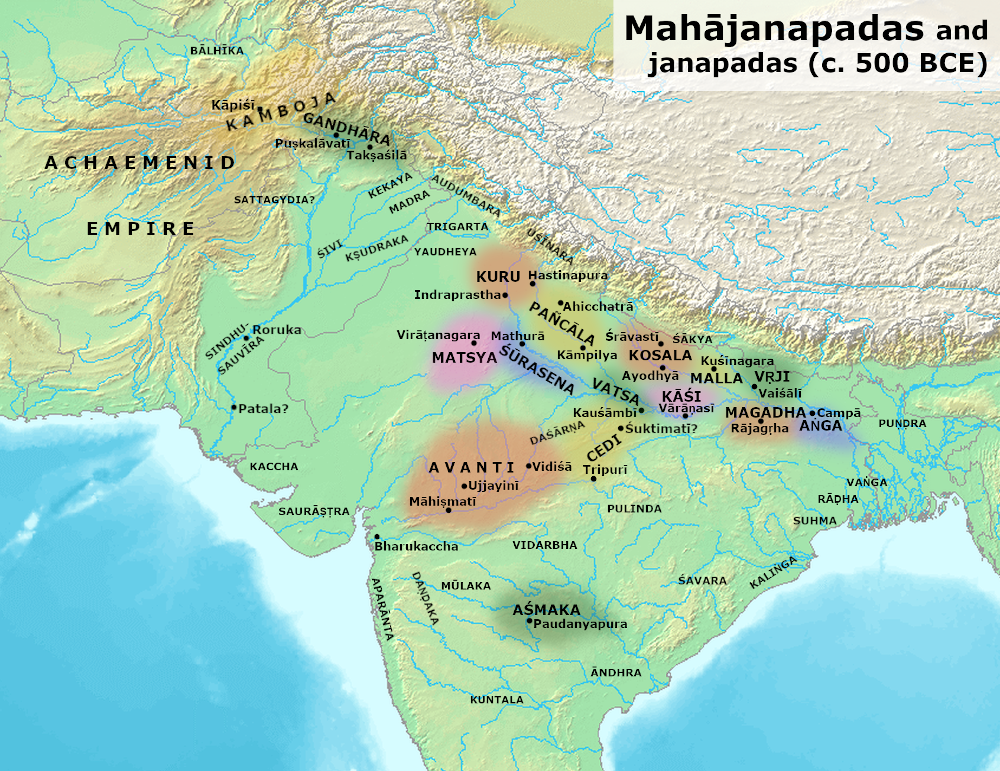
شبه القارة الهندية 500 قبل الميلاد، خلال فترة Mahajanapada. بنسبة 500 قبل الميلاد، كانت مملكة Kuru-Panchala القديمة قد تدهورت بالفعل وأفسحت المجال للتأثيرات من منطقة Magadha الشرقية.

وفقًا لتاريخ الكتب المدرسية القياسية للهند القديمة، كانت الهندوسية، أو على الأقل شكلًا مشابهًا من البراهمية، هي الديانة السائدة التي رفضها بوذا، الذي استجابةً للامتيازات والطقوس الطبقية للبراهميين. تم رفض هذا الفهم للخلفية الثقافية والفكرية للبوذية المبكرة بشدة في كتاب ماجادا الكبرى ل يوهانس برونخورست. يقترح برونخورست بدلاً من ذلك أن البوذية نشأت في الثقافة غير الفيدية لـ "ماجادا الكبرى"، وهي منطقة يعرفها بأنها "المنطقة الجغرافية تقريبًا التي عاش فيها بوذا وماهافورا ودرسوا فيها.